# Angus Tait
Angus Tait (Oamaru, Nueva Zelanda, 22 de julio de 1919-Christchurch, Nueva Zelanda, 7 de agosto de 2007) fue un innovador y hombre de negocios neozelandés.

## Biografía
Una de sus pasiones fue la electrónica que durante y después de la preparatoria de 'Waitaki Boys' High School, trabajó en la tienda de Kempton Collett, un amigo de radio. También colaboró con la Real Fuerza Aérea de Nueva Zelanda como instructor y como teniente fegundo en el radar en Gran Bretaña, durante la Segunda Guerra Mundial.
Después de la guerra, diseñó y construyó los equipos de radio móvil, aunque su primera empresa entró en quiebra. En 1969, fundó Tait Electronics Ltd, en Christchurch, con los hombres que habían decidido permanecer fieles, y ahora su compañía se considera líder mundial en telefonía móvil. Había persistido en mantener su base de producción en Nueva Zelanda, con un 95  % de la producción exportada a 160 países.
Fue nombrado caballero en 1999, uno de los "Bright Future" de das iniciativas del Gobierno Nacional. En la actualidad, la empresa emplea a más de 850 personas. En marzo de 2009, fue conmemorado como uno de los Doce Héroes Locales, junto con otros neozelandeses notables. Un busto de bronce suyo se dio a conocer fuera del Centro de Arte de Christchurch.
Murió en 2007, a la edad de 88 años.